# نیبه‌لونگ‌ها
نیبه‌لونگ‌ها (انگلیسی: Die Nibelungen) یک فیلم فانتزی صامت دوبخشی به کارگردانی فریتس لانگ است که در سال ۱۹۲۴ منتشر شد. این فیلم بر پایه حماسه سرود نیبلونگ‌ها ساخته شد که حوالی سال ۱۲۰۰ پس از میلاد نوشته شده بود.

## بازیگران
- پال ریختر
- برنهارد گوتزکه
- تئودور لوس
- مارگارت شون
- هانس آدالبرت اشلتوو
- هانا رالف
- رودولف کلاین-روگه
- رودولف ریتنر
- فریدا ریشارد
- گئورگ جان
- فریتس آلبرتی
- گریته برگر